# مشت ناگهانی (فیلم ۲۰۰۸)
مشت ناگهانی (انگلیسی: Sucker Punch) فیلمی اکشن محصول ۲۰۰۸ به نویسندگی و کارگردانی مالکوم مارتین و با بازی دنی جان-جولز، گوردون الکساندر، تام هاردی، آنتونیو فارگاس و ایان فریمن است.

## داستان
یک مبارز با بند انگشت برهنه با یک کلاهبردار کوچک درگیر در دنیای تبه‌کاران بوکسورهای خیابانی همکاری می کند.